# イオアンニス (ゴート主教・ドロス府主教)
ゴートの聖イオアンニス（? - 790年頃, 英語: John of Gothia, ロシア語: Иоанн (епископ готский)）は、8世紀後半の正教会の、ゴート人の主教であり、クリミアゴート族の砦であったドロスの府主教（Metropolitan of Doros）。
正教会では聖人。日本正教会ではクリミヤの克肖者聖神父イオアンと表記される。記憶日は6月26日（ユリウス暦を使用する教会では7月9日に相当）。

## 生涯
イオアンニスは両親の熱心な祈りによってクリミアで生まれた。若い内から熱心な修道生活を行い、エルサレムに3年間巡礼した後、故国に戻った。この頃、聖像破壊運動を熱心に行っていた東ローマ帝国の皇帝コンスタンティノス5世により、当時のクリミアの主教が追放されるという出来事があった。クリミアの人々が後任としてイオアンニスに主教着座を懇請したため、イオアンニスは聖像破壊運動が起きていなかったイベリア（グルジア）に赴き、そこで主教に叙聖されてから帰郷した。
787年に、イオアンニスはゴティアにおけるハザールの支配に対して反乱を主導した。ハザールの要塞守備隊とトゥドゥン（tudun）はドロスから追放されたが、1年と経たないうちに都市はハザールに奪還された。イオアンニスは釈放されるまでしばらくの間、イティルの牢獄に入れられた。
死後、列聖された。

## 関連書籍
- ロシア語: Житие Иоанна Готского в контексте истории Крыма «хазарского периода»（『クリミア史の文脈におけるゴートのイオアンの生涯　《ハザール時代》』） ISBN 9662930159